# Малая Черноостровка
Малая Черноостровка — деревня в Любинском районе Омской области. В составе Алексеевского сельского поселения.

## История
В 1928 году состояла из 77 хозяйств, основное население — русские. В составе Алексеевского сельсовета Любинского района Омского округа Сибирского края.

## Население
| 2010 |
| ---- |
| 61   |